# شخصية ليغو صغيرة
مجسم ليغو المصغر والذي غالبًا ما يُشار إليه ببساطة باسم مجسم ليغو أو مجسم صغير هو مجسم بلاستيكي صغير مفصلي مصنوع من مكعبات ليغو خاصة أنتجتها شركة ليغو جروب الدنماركية لتصنيع ألعاب البناء. أنتجوها لأول مرة في عام 1978 وحققت نجاحًا كبيرًا حيث أنتج أكثر من 4 مليارات مجسم في جميع أنحاء العالم اعتبارًا من عام 2020. عادةً ما توجد المجسمات الصغيرة داخل مجموعات ليغو مع أنها تُباع أيضًا بشكل منفصل كمقتنيات في حقائب عمياء (على سبيل المثال تحت موضوع ليغو الذي يحمل نفس الاسم) أو يمكن بناؤها حسب الطلب وعلى ليغو دوت كوم وفي متاجر ليغو. في حين أن بعضها يُسمى بشخصيات محددة إما مرخصة من امتيازات موجودة بالفعل أو من ابتكار ليغو نفسه فإن العديد منها بدون اسم ومصممة ببساطة لتناسب موضوعًا معينًا (مثل ضباط الشرطة ورواد الفضاء والقراصنة). إنها قابلة للتخصيص بدرجة كبيرة ويمكن خلط أجزاء من شخصيات مختلفة ومطابقتها مما ينتج عنه العديد من التركيبات.
تتوفر أيضًا أنواع أخرى من مجسمات ليغو مثل الحيوانات ومجسمات دوبلو ومجسمات الدمى الصغيرة. وتُعد مجسمات ليغو الصغيرة إلى جانب مكعبات الليغو رمز الشركة وإحدى أكثر الألعاب شعبية على مر العصور. كما يجمع الأطفال والكبار على حد سواء مجسمات ليغو الصغيرة.
شخصيات مماثلة غالبًا ما تسمى "شخصيات صغيرة متوافقة مع ليغو" تنتجها العديد من الشركات الأخرى (غالبًا كنسخ/نسخ مقلدة) مثل كري-أو (تسمى كريونز) وليبين وكوبي وبلوك تك أو ميجا بلوكس.

## التاريخ
صدر نموذج سابق للشخصيات المصغرة عام 1975. وكانت هذه الشخصيات بنفس حجم الشخصيات المصغرة الحالية ولكن بتصميم مختلف. إن لها جذوع صلبة بدون أذرع متحركة منفصلة وقطع صلبة في الجزء السفلي من الجسم غير قابلة للتحريك ورؤوس بدون سمات مطبوعة. كان لديها مجموعة صغيرة ومتنوعة من قطع الرأس بألوان مختلفة بما في ذلك القبعات وشعر الضفائر وقبعات رعاة البقر.
صدرت أولى الشخصيات المصغرة الحديثة عام 1978 ضمن مجموعات القلعة والفضاء والمدينة. صممها جينز نيغارد كنودسن صاحب فكرة تبديل أجزاء الجذوع والأرجل والأذرع. وأثناء تصنيعها قررت الشركة منحها تعبيرًا وجهيًا بسيطًا مُمثلًا بنقطتين سوداوين مصمتتين للعينين وابتسامة مرسومة باللون الأسود دون أي ارتباط بالجنس أو العرق معتقدةً أن هذه العوامل "ستُحدد بخيال الطفل ولعبه". حيث زُوّدت الأذرع بمشابك كـ"أيدي" تسمح للشخصيات بحمل مجموعة واسعة من الأدوات والأواني المختلفة.
في عام 1989 لإطلاق موضوع القراصنة تضمنت بعض الشخصيات المصغرة أيضًا خطافات للأيدي بالإضافة إلى أرجل خشبية، وكان هذا أول انحراف عن أجزاء الجسم التقليدية. بدءًا من قراصنة ليغو في عام 1989 وانتشارها إلى ليغو تاون وليغو كاسل في السنوات القليلة التالية أنتجت شخصيات مصغرة أيضًا بتعبيرات وجه مختلفة مثل شعر الوجه وبقع العين والمكياج الأنثوي والنظارات الشمسية. ولكن معظم هذه الإضافات المبكرة للوجه لا تزال تتركز حول العينين والابتسامة ومع ذلك بدءًا من عام 1997 مع ويلا ساحرة فرسان الرعب أصبحت تعبيرات الوجه أكثر تعقيدًا بما في ذلك الأفواه المفتوحة والعيون التفصيلية.
يوجد انحراف آخر عن القطع التقليدية وهو استخدام أرجل مزودة بنابض. وهذه الأرجل متصلة من الأعلى. كما ظهرت هذه الأرجل فقط في مجموعات كرة السلة بين عامي 2002 و2003. حيث تشمل الأنواع الأخرى من الأرجل أرجلًا قصيرة للأطفال أو الأقزام أو أرجلًا طويلة (مستخدمة في موضوعي "قصة لعبة" و"أفاتار").
في عام 2003 أصدرت أول شخصيات مصغرة بدرجات لون بشرة طبيعية (على عكس اللون الأصفر المستخدم حتى هذه النقطة) كجزء من موضوع كرة السلة ليغو، أنشئت هذه الشخصيات المصغرة أيضًا على هيئة أشخاص أحياء (بالإضافة إلى ذلك شمل هذا أيضًا لاندو كالريسيان في موضوع حرب النجوم). وفي أبريل 2004 بدأ موضوع هاري بوتر في استخدام درجات لون البشرة الطبيعية، وتبعه ليغو حرب النجوم في يونيو وبحلول عام 2005 وسع استخدام درجات لون البشرة الطبيعية ليشمل جميع المنتجات المرخصة، حيث أنشئت شخصيات لتمثيل ممثلي الأفلام وغيرهم من الأشخاص الأحياء. وتشمل الأمثلة الشائعة بين عامي 2005 و2008 شخصيات حرب النجوم ومارفل وباتمان وسيد الخواتم وإنديانا جونز المصغرة.
بحلول عام 2006 أفادت التقارير أن ليغو أنتجت 4 مليارات مجسم صغير. يوجد ما لا يقل عن 3655 مجسمًا صغيرًا مختلفًا أنتجت بين عامي 1975 و2010 ويتزايد عدد المجسمات الصغيرة الجديدة كل عام بسرعة. وفي عام 2010 قدمت أكثر من 300 مجسم صغير جديد. تظهر بعض المجسمات الصغيرة بصفة متكررة عبر مجموعات ليغو متعددة بينما يمكن أن يكون البعض الآخر نادرًا جدًا مما يزيد غالبًا من قيمتها عند إعادة بيعها بدرجة كبيرة. في عام 2019 تجاوز عدد مجسمات ليغو حرب النجوم الصغيرة 1000 مع بطل بتلفرونت II إيدن فيرسيو (الذي يحمل الرمز أس دبليو 1000).

## التصميم والبناء
يبلغ ارتفاع الشخصية الصغيرة النموذجية 4 سنتيمتر (1.6 بوصة) وتتكون المجسمات الصغيرة من ستة أجزاء (تُعرف على نطاق واسع بالأدوات في صناعة الألعاب): الرأس والجذع والوركين والذراعين واليدين والساقين، كما تتيح هذه الأجزاء الستة سبع نقاط مفصلية: رأس دوار وذراعان دوارتان ومعصمان دواران وأرجل دوارة. تُعبأ المجسمات الصغيرة عادةً في ثلاثة أجزاء منفصلة ضمن مجموعات ليغو: الرأس والجذع والأرجل. إن البلاستيك المستخدم هو أكريلونيتريل بوتادين ستايرين (إيه بي أس) وهي مادة متينة تجعل مجسمات الليغو متينة.
يُصهر البلاستيك في قوالب مصممة خصيصًا لإنتاج أجزاء المجسم الصغير المختلفة. بعض هذه القوالب تُستخدم أيضًا كإكسسوارات مثل الأسلحة (السيوف والبنادق والسيوف الضوئية إلخ) أو كإكسسوارات يومية (الأكواب والطعام والأدوات إلخ). تحتاج الرؤوس والجذوع دائمًا تقريبًا إلى مزيد من الزخرفة وأحيانًا الأذرع والأرجل أيضًا. هذه العملية الصعبة هي سبب ارتفاع أسعار المجسمات مقارنةً بأي منتجات ليغو أخرى. وبعد الطباعة يُوضع الرأس على الجذع وتُثبت الأرجل وتُثبّت الأذرع. أخيرًا تُغلّف المجسمات وتُجهّز للبيع.

## الاستخدام
رؤوس المجسمات الصغيرة أسطوانية الشكل وتُثبّت على أسطوانة طويلة وضيقة مصبوبة أعلى الجذع مما يسمح للرأس بالدوران. وتتيح هذه الميزة أيضًا تثبيت عناصر على المجسمات فوق الجذع مثل خزانات الهواء وحقائب الطيران والعباءات الورقية أو القماشية والدروع واللحى. كما تحتوي الرؤوس على مسمار في الأعلى بنفس حجم المسامير الموجودة في مكعبات ليغو القياسية مما يسمح بوضعها عليها. إن الرأس هو المكون الوحيد للمجسم الصغير الذي يمكن استخدامه في تطبيقات أخرى - غالبًا ما استُخدمت رؤوس المجسمات الصغيرة الفارغة في مجموعات ليغو لمحاكاة أشياء أخرى مثل أباجورات المصابيح والأجهزة الكهربائية.
تتنوع إكسسوارات الرأس على نطاق واسع وتشمل الشعر والخوذات والقبعات. كما تدور الأرجل بطريقة مستقلة إلى 90 درجة للأمام وحوالي 45 درجة للخلف. وتتصل الشخصيات الصغيرة أيضًا بمكعبات ليغو القياسية في وضع الجلوس أو الوقوف. حيث تشبه أيدي الشخصية الصغيرة الحرف سي مما يسمح لها بحمل العديد من ملحقات ليغو بالإضافة إلى المكعبات والبلاط والأطباق. يوجد المئات من مجموعة كبيرة ومتنوعة من الملحقات بما في ذلك السيوف والفؤوس والعصي والأكواب والبنادق والمسدسات والسيوف الضوئية. بالإضافة إلى ذلك فإن الجزء العلوي من الأيدي بنفس حجم المسامير الموجودة في معظم مكعبات الليغو مما يسمح بوضعها فوقها. وتسمح هذه الاختلافات بتخصيص الشخصيات الصغيرة مع الحفاظ على التصميم المعياري لعناصر الليغو.

## اختلافات التصميم
مع أن رؤوس وجذوع وأذرع وأيدي وأرجل جميع الشخصيات الصغيرة تقريبًا لها نفس الحجم والشكل إلا أن بعض المجموعات تضمنت شخصيات تختلف عن المعيار.

### الجذع
غالبًا ما تحتوي جذوع الليغو على مربعات سوداء أو بيضاء على مفصل الرقبة وهذا للمساعدة في عملية الطباعة التلقائية عند إنتاج الشخصيات الصغيرة.
ظهرت المجسمات المصغّرة المصنوعة من قطع مصبوبة فريدة لأول مرة في فيلم "الحياة على المريخ". يتكون المريخيون من خمس أدوات: ذراعان مزدوجتان وجذع ميكانيكي وساق متصلة ورأس. حيث يُستخدم هذا التكوين أيضًا في العديد من روبوتات حرب النجوم، وتتبع روبوتات القتال القياسية نفس النمط بينما تتميز روبوتات القتال الخارقة برأس مثبت على الجذع ويتسع الجنرال غريفوس لأربعة أذرع ويتميز آي جي-88 برأس مصنوع من قطع ليغو أخرى. وتُصنع روبوتات آر تو-دي2 وغيرها من روبوتات الفلك من أجزاء فريدة بجزء علوي وجسم وأرجل منفصلة. كما تتميز روبوتات إكسو-فورس وكائنات قائد مهمة المريخ الفضائية ومجسمات بيونيكل المصغرة بتصميم مشابه لروبوتات حرب النجوم ولكن بأرجل منفصلة وأيدي متحركة ورأس مثبت على جذع صغير. إن هاجريد الشخصية نصف العملاقة من سلسلة هاري بوتر يستخدم جسمًا صغيرًا أكبر حيث يكون الرأس فقط هو القابل للفصل.
تستخدم الهياكل العظمية رأس المجسم المصغر القياسي ولكن لها جذوع وأذرع وأرجل فريدة مصممة لتشبه الهيكل العظمي، ومع اختلافها تبقى أجزاء المجسم قابلة للفصل. وتُثير مجسمات الهياكل العظمية وغيرها جدلاً حول ما إذا كان ينبغي اعتبارها مجسمًا مصغرًا أم مجرد "شخصية" نظرًا لعدم وجود أجزاء قياسية للمجسمات المصغرة. إضافةً إلى ذلك تتضمن بعض المجسمات المصغرة ومعظمها قراصنة أرجلًا خشبية وأيدي معقوفة.

### الساقين
تُستخدم أحيانًا أرجل أقصر بدون مفاصل عند الورك لإنشاء شخصيات مصغرة أقصر قامة من الشخصيات القياسية (مثل الأطفال والأقزام والتماثيل والعفاريت والإيووك وشخصيات صغيرة أخرى مثل يودا أو البطريق). وصُممت هذه القطع لأول مرة لمجموعات حرب النجوم ولكنها استُخدمت منذ ذلك الحين في أماكن أخرى. ففي عام 2018 قدم زوج متوسط الحجم من الأرجل بحجم بين الأرجل الأقصر والأرجل العادية. وكان لهذه الأرجل مفصل عند الورك للسماح بالحركة الفردية للأرجل واستُخدمت لتمثيل المراهقين الأصغر سنًا الذين قدموهم لموضوع هاري بوتر المعاد تشغيله.
بعض الشخصيات المصغرة وخاصةً في مجموعات القلعة والقراصنة تستخدم قطعًا كبيرة مائلة بدلًا من الأرجل لتشبه الفساتين أو التنانير. مع ذلك هذه القطع المائلة أطول من أرجل الشخصيات المصغرة القياسية. وفي عام 2018 طُرحت قطعة تنورة خاصة أقصر وأكثر انحناءً من الخلف مزودة بدبابيس أرجل عادية لربطها بالجذع بدلًا من المسامير الموجودة في القطع العادية.
صُنعت التنانير أيضًا إما كقوالب جديدة أو كقطع منفصلة مصنوعة من القماش. كما ظهر أول قالب تنورة لشخصيتي ميني ماوس وأليس ضمن مجموعة شخصيات ديزني الصغيرة القابلة للتحصيل. كما وظهرت التنانير القماشية في هاري بوتر وعائلة سيمبسون.
تشمل الأرجل الأخرى أرجل الدخان وأرجل ذيل حورية البحر وأرجل ذيل الثعبان وأرجل الأخطبوط.

### الرأس
تتميز الشخصيات المصغرة أيضًا بمنحوتات رأس فريدة تختلف عن الشكل الأسطواني التقليدي، وكان أولها جار جار بينكس والذي ضمنوه في مجموعة حرب النجوم عام 1999. ومنذ ذلك الحين استخدمت شخصيات مصغرة أخرى مختلفة مثل يودا وسي ثري بي أو وشخصيات هاري بوتر العفاريت والتوسكين والجيونوسيانز وزيب أوريليوس وكيت فيستو وبلو كون ودافي جونز وبوسك رؤوسًا غير قياسية. وكيت فيستو أول شخصية مصغرة لا تستخدم رأسًا من مادة أكريلونيتريل بوتادين ستايرين بل تستخدم المطاط بدلاً من ذلك. ولا يمكن وضع الملحقات التقليدية مثل قطع الشعر والقبعات والخوذ على هذه الرؤوس غير القياسية. كما تستخدم بعض الشخصيات المصغرة مثل ووكي وحراس غاموريان وإيوكس بدلاً من الرأس العادي قطعة خاصة تتكون من الرأس والصدر والتي تناسب الجسم. ويستخدم بونغ كريل قطعة مشابهة تتكون من رأس وصدر وذراعين إضافيتين. تتميز شخصية سبونج بوب سكوير بانتس المصغرة برأس منحوت من مكعبات ليغو يناسب الرأس العادي ويغطي الجذع بالكامل تمامًا مثل شخصيات الأشباح إلا أن هذه الشخصيات تستخدم أرجلًا قصيرة أو عادية بدلًا من المكعب.

### أغطية الرأس والرقبة
أُنتجت تشكيلة هائلة من الملابس والإكسسوارات للشخصيات المصغرة بما في ذلك تسريحات الشعر والقبعات والخوذات. وفي مجموعات حرب النجوم يرتدي الجنود خوذات منحوتة بوجه فريد مُكيّفين تصميمات الشخصيات الأصلية مع شكل الشخصيات المصغرة. وبعض الشخصيات المصغرة مثل بالين من فيلم الهوبيت لها شعر مستعار يمتد كاللحية حتى الصدر بينما تتميز شخصيات إكسو-فورس المصغرة بشعر على طراز الأنمي وكذلك شخصية نايتوينج المصغرة من مجموعة باتمان أركام أسايلم. أما شخصيات بوبا فيت وجانغو فيت المصغرة القديمة فكانت تحتوي على قطع خوذة تمتد لنصفها الخلفي إلى ظهر الشخصيات المصغرة على شكل حقيبة نفاثة.
تحتوي شخصيات الأشباح الكلاسيكية على عباءة تغطي الجسم بالكامل وتلتصق برأس الشخصية الصغيرة بالإضافة إلى طوب صلب كأرجل.

### آحرون
تتكون شخصية غولوم المصغرة من سلسلة سيد الخواتم من ثلاث قطع فقط: قطعة واحدة تُشكل الجسم -المكون من الجذع والرأس والساقين- في وضعية زحف مع ذراعين مصممتين خصيصًا للشخصية المصغرة. إن بعض الشخصيات المصغرة الأخرى مثل شخصية سيبولبا من سلسلة فانتوم مينيس مصنوعة من قطعة واحدة مصبوبة.

### المادة
أصدرت الليغو العديد من الشخصيات المصغرة المصنوعة من المعدن بدلاً من البلاستيك. أصدرت 10000 شخصية مصغرة مطلية بالكروم باللون الذهبي لشخصية حرب النجوم سي-3بيه أو (4521221) في مجموعات حرب النجوم العشوائية من ليغو في عام 2007. كانت الاختلافات الأكثر تطرفًا في التصميم عبارة عن طبعة من خمسة شخصيات مصغرة من سي-3بيه أو أصدروها في عام 2008 وشخصيتين صغيرتين لشخصية بوبا فيت أصدروهما في عام 2010 مصبوبة من الذهب الصلب عيار 14 قيراطًا بتكلفة تقديرية تتراوح بين 10000 و15000 دولار. وتحمل مركبة الفضاء جونو التابعة لوكالة ناسا والتي دخلت مدارًا حول كوكب المشتري في عام 2016 ثلاثة شخصيات مصغرة كلفوها خصيصًا على متنها. وصُنعت هذه المجسمات الصغيرة من الألومنيوم عالي الجودة وهي تُمثل عالم الفلك غاليليو والإله الروماني جوبيتر وزوجته جونو. وقد حطمت هذه المجسمات الرقم القياسي لأبعد مسافة قطعتها مجسمة ليغو صغيرة.

### كجزء من أشياء أخرى
صدرت مجسمات صغيرة متنوعة من مواضيع متعددة كسلاسل مفاتيح. وقطع هذه المجسمات غير قابلة للفصل ورُبطت برؤوسها سلسلة معدنية وحلقة مفاتيح. كما صدرت مجسمات صغيرة متنوعة كجزء من أقلام الكتابة من ليغو.

## الاختلافات
في بعض منتجات الليغو تُستخدم شخصيات غير الشخصيات المصغرة القياسية. ويتوفر كتالوج يعرض جميع شخصيات ليغو هذه.

### شخصيات حيوانية
تتميز ليغو أيضًا بمجموعة متنوعة من الأشكال المشابهة للحيوانات غير المجسمة وغيرها من المخلوقات مثل الخيول والكلاب والأبقار والماعز والأغنام والخنازير والقطط والجرذان والفئران والذئاب والدببة والشمبانزي والغوريلا والقرود والأسود والنمور والفهود والقطط ذات الأسنان الحادة والظربان والكوالا والفيلة ومجموعة متنوعة من الديناصورات والعناكب والثعابين والأسماك الصغيرة وأسماك القرش والحبار والبوم وسرطانات البحر والببغاوات والتماسيح والسنتور أو الفاراكتيل من انتقام السيث.

### الأصدقاء
صدر موضوع "الأصدقاء" عام 2012 وتضمن شخصيات دمى صغيرة وهي ذات تصميم أقرب إلى الدمى بتشريح أكثر واقعية وسرعان ما طُرح في مواضيع أخرى تستهدف الفتيات بوجه رئيسي. مع أن الدمى الصغيرة في موضوع " الأصدقاء" تتميز بتشريح أكثر واقعية إلا أن أرجلها لا تتحرك إلا بزاوية تسعين درجة في وضعية الجلوس. كما أن أرجل الدمى الصغيرة مصبوبة معًا ولا تتحرك بأسلوب منفصل كما هو الحال في أرجل شخصيات الليغو الصغيرة التقليدية.و الدمية الصغيرة في موضوع "الأصدقاء" أطول قليلاً من الشخصية الصغيرة التقليدية.

### شخصيات غير قابلة للتفكيك
تتضمن ليغو دوبلو شخصيات ذات مفاصل أقل من الشخصيات المصغرة القياسية ولا يمكن تفكيكها لأسباب تتعلق بالسلامة. وبالمثل تتألف مجموعة فابولاند التي أُنتجت في ثمانينيات القرن الماضي من شخصيات حيوانية مجسمة أكبر حجمًا والتي يصعب تفكيكها أيضًا. كما تتضمن منتجات ليغو "بيلفيل" و"سكالا" الموجهة للفتيات شخصيات أكبر حجمًا. وتشبه هذه الشخصيات شخصيات "تكنيك" في مفاصلها لكنها تتميز بمنحوتات جسم أقل زاوية. كما تشبه شخصيات "سكالا" الدمى إلى حد كبير حيث تكون الملابس منفصلة عن الشخصيات ويكون الشعر مصنوعًا من خصلات بدلاً من البلاستيك المصبوب. وتضمنت مجموعة "بيبي" شخصيات ثابتة الحركة وكان حجمها أكبر قليلاً من شخصيات "دوبلو".

### شخصيات مبنية بالكامل من الطوب القياسي
غالبًا ما تتميز مجموعات المبدعين بحيوانات مبنية بالكامل من مكعبات ليغو الكلاسيكية. فبعض الروبوتات من حرب النجوم مثل الروبوتات القزمة والعناكب المنزلية والروبوتات الحفرية وحيوانات ومخلوقات أخرى متنوعة تظهر في موضوعات مثل هاري بوتر وسيد الخواتم والفايكنج مثل التنانين والكلب العملاق فلافي والعناكب العملاقة مثل شيلوب وأراجوج وعناكب ميركوود كلها مبنية بالكامل من الطوب. ولا تزال بعض هذه المجسمات تُعتبر "مجسمات مصغرة". ففي منتزهات ليغولاند استُخدم تصميم مينيلاند القياسي لفترة طويلة كنموذج للمجسمات المبنية من الطوب وظهر أحيانًا في مجموعات.

### الأشكال النانوية
مجسمات ليغو النانوية هي نسخ مصغرة من المجسمات المصغرة الأصلية بنفس الشكل العام ولكن بدون أي أجزاء متحركة وبارتفاع مماثل تقريبًا لأرجل المجسم المصغر العادي. منذ عام 2010 أُنتجت في البداية بألوان معدنية لتمثيل الجوائز والتماثيل الصغيرة ولكن منذ عام 2011 فصاعدًا وطُبعت لتمثيل الشخصيات في مجموعات صغيرة جدًا وصغيرة جدًا على المجسمات المصغرة العادية أو لتمثيل شخصيات بالغة الصغر مثل الرجل النملة. كما تتوفر أيضًا في مجموعات أصغر حجمًا مثل 71043 "قلعة هوجورتس".

### شخصيات ميكرو صغيرة
ضمن إطار ألعاب ليغو طُرحت شخصيات ليغو ميكرو المصغرة. ولهذا الاسم يبلغ حجمها نصف حجم شخصيات ليغو المصغرة العادية تقريبًا. وتتميز الشخصيات المصغرة برأس ثابت وأرجل صغيرة ثابتة تُشبه إلى حد ما أرجل الشخصيات المصغرة العادية ولمسة من الكتفين كأذرع.

### شخصيات كبيرة
الشخصيات الكبيرة هي مجسمات ليغو أطول وأكثر قوة من الشخصيات الصغيرة العادية التي طُرحت عام 2008. ومع أن معظمها يشترك في نفس شكل الجسم والوضعية إلا أن هناك بعض الاختلافات مثل جابا ذا هات من سلسلة حرب النجوم أو وامبا ورانكور وهما أكبر حجمًا. فمعظم الشخصيات الكبيرة لا تحتوي على رؤوس قابلة للإزالة مع وجود استثناءات حديثة مثل ثانوس. كما صدر نموذج سابق للشخصيات الكبيرة عام 1999 تحت عنوان "غزاة الروك".

### شخصية طفل
في عام 2016 طُرح قالب جديد لطفل بشري صغير الحجم. ومع تشابهه مع المجسمات الصغيرة من حيث الشكل إلا أنه يتميز برأس قابل للفصل وأذرع مصبوبة حقيقية (وإن كانت غير قابلة للتحريك). حيث ظهر هذا القالب بصفة رئيسية في مجموعات ليغو سيتي مثل مجموعة "المرح في الحديقة". كما برز كإكسسوار لجليسة الأطفال في السلسلة السادسة عشرة من مجسمات ليغو الصغيرة ومجسم ليغو "10255 أسيمبلي سكوير" وهو مبنى ليغو المعياري لعام 2017. في مجموعات ذا ماندالوريان يستخدم مجسم غروغو هذا القالب.

### تكنيك
استخدمت تكنيك مجسمات حركة أكبر حجمًا بين عامي 1986 و2001. وتميزت هذه المجسمات بمنحوتات أكثر واقعية مع الحفاظ على زواياها المميزة وتميزت بمفاصل أكثر بما في ذلك إمكانية ثني المرفقين والركبتين. وتتميز هذه المجسمات عن المجسمات المصغرة بصعوبة فكها، فحتى قطع الشعر غير قابلة للإزالة.

### بيونيكلوما شابهها
في عام 2001 توسعت ليغو في نظام الشخصيات المصغرة مع طرح شخصيات بيونيكل. وهذه الشخصيات جزء من قصة خيالية من ابتكار ليغو وتشبه مخلوقات بيوميكانيكية. ففي البداية صُنعت هذه الشخصيات بدون مفصلات وكانت قادرة فقط على حمل الأدوات والأسلحة.
استُبدلت لعبة بيونيكل لاحقًا بـ "مصنع الأبطال" عام 2010. في عام 2005 أصدرت ليغو مجموعات لعب بيونيكل متضمنةً شخصياتٍ مصغّرة مُختلفة من الشخصيات التي أُنتجت سابقًا بمقياس بيونيكل الأكبر ولا سيما شخصيتا توا وفيسوراك. وبينما لم تتضمن هذه الشخصيات المصغّرة أجزاءً متحركة أصدرت ليغو مجموعتي لعب بيراكا وإينيكا عام 2006 واللتين تضمنتا شخصياتٍ مصغّرة بأجزاء متحركة.

### أشعل سيوف الضوء
من بين الأشكال الأخرى للشخصيات المصغرة القياسية المُنتجة لمجموعات حرب النجوم شخصيات السيوف الضوئية المضيئة (لولس). طُرحت هذه الشخصيات كجزء من مجموعات حرب النجوم الحلقة الثالثة الأكثر تكلفةً عام 2005. وتبدو هذه الشخصيات كشخصيات مصغرة قياسية ولكن لتسهيل تركيب الإلكترونيات الداخلية لا يُمكن إزالة أجزائها، باستثناء غطاء الرأس واليد والذراع اليسرى وكل ساق من الوركين. عند الضغط على الرأس يُضيء مؤشر ليد شفرة السيف الضوئي. كما تعتمد هذه الشخصيات على طاقة البطارية لخصائصها الخاصة. وتدوم البطاريات لثلاث ساعات وهي غير قابلة للاستبدال مع إمكانية استبدالها.
انجذب العديد من المعجبين وخاصة الأطفال إلى هذا الابتكار. إلا أن آخرين وخاصةً هواة الجمع البالغين وجدوا هذه المجسمات مثيرة للجدل واعتبروها حيلة غير مرغوب فيها. كما أن إنتاج شخصيتين فريدتين فقط كشخصيات مصغرة من ليغو دون توفر نسخة قياسية لهواة الجمع كان قرارًا غير مرغوب فيه. وبعد الإصدار الأول لهذه المجسمات أعلنت ليغو عن توقف إنتاج المزيد منها نظرًا لعدم شعبيتها وارتفاع تكلفة إنتاجها. وحتى أن إحدى المجموعات "7261 استنساخ خزان توربو" التي تضمنت نسخة من ليغو من ميس ويندو أُعيد إصدارها بنسخة قياسية من الشخصية المصغرة وشخصية جندي مستنسخ إضافية لتعويض تكلفة المجموعة.
توجد أيضًا مجموعة واحدة على الأقل فاخرة بطابع المدينة ("مقر الشرطة") وتضمنت ضابط شرطة يحمل "مصباح" مضيء. وظهرت شخصية لولس صغيرة أخرى بزي الشرطة بدون جزء "السيف" من السيف الضوئي ومصباح ليد أصفر في "مقبض" السيف الضوئي مستعيدةً تصميم لولس خارج إطار حرب النجوم كـ"مصباح" فعال. كما ظهر في مجموعة فاخرة من المدينة مبنية على تصميم "مقر الشرطة" القياسي وذو المبيعات العالية. وإحدى الشكاوى المتعلقة بالمجموعة هي أن شخصية لولس الصغيرة كانت موجودة في قسم "جربني" بالعلبة مما يسمح للعملاء (والأطفال المتحمسين) باستنزاف بطاريته وهو لا يزال على الرف. ثم توقف إنتاج المجموعة بعد عام بتصميم منفصل مطابق ولكن مع استبدال شخصية لولس الصغيرة بثلاث شخصيات صغيرة عادية إضافية.

### المغناطيس
تنويعة أخرى على المجسمات الصغيرة هي المجسمات المغناطيسية المستوحاة من شخصيات مثل حرب النجوم وباتمان وإنديانا جونز وسيتي. ولا تُدرج المجسمات المغناطيسية في المجموعات العادية بل تُباع في عبوات من ثلاث مجسمات أو أكثر. فبعض هذه المجسمات يتضمن ملحقات وقطع قاعدة عرض. كما تحتوي هذه المجسمات على مغناطيس في أرجلها مما يسمح لها بالالتصاق بالأسطح المعدنية. وتكاد المجسمات المغناطيسية لا تختلف عن المجسمات القياسية في المظهر. على عكس مجسمات لول لا يمكن فصل سوى الجذع والوركين في المجسمات المغناطيسية الصغيرة.

### آحرون
تضمنت بعض مجموعات الليغو التي صدرت بين عامي 1974 و1982 مجسمات أكبر بكثير، فكانت الرؤوس والشعر قطعًا خاصة بينما كان الجذع قطعة معدلة متصلة بأنابيب ذراع مرنة تشبه المفصلات وقطعة يد على شكل كرة سحب مزودة بمسمار. كما تُعرف هذه المجسمات باسم مجسمات "ربة المنزل" (نسبةً إلى موضوعها) أو "مجسمات ماكسي فيجرز" وهو مصطلح صاغ لاحقًا للإشارة إلى المجسمات الصغيرة. ولهذا السبب تُعتبر المجسمات المعتادة "مجسمات صغيرة". كما صدرت مجسمات صغيرة مثل ساعات المنبهات.

## التخصيص
تخصيص الشخصيات المصغرة هو عملية تعديل شخصيات ليغو المصغرة. وقد يكون هذا بسيطًا كخلط ومطابقة الأجزاء أو معقدًا كطلاء أو إعادة تشكيل البلاستيك. وتُصنع بعض الشخصيات المصغرة المخصصة عن طريق لصق ملصقات أو شارات عليها. كما توجد شركات خارجية تبيع ملصقات مخصصة وإكسسوارات مصبوبة للشخصيات المصغرة وكثير منها مستوحى من وسائل الإعلام الشائعة. مع أن تخصيص الشخصيات المصغرة ظاهرة حديثة نسبيًا إلا أنه اكتسب شعبية سريعة في مجتمع البناء الأوسع مع أن البعض يحافظ على نهج "أصيل" ويستخدم عناصر من إنتاج الليغو فقط.
لقد استخدم المسؤولون التنفيذيون لمجموعة ليغو شخصيات مصغرة شخصية بدلًا من بطاقات العمل مطبوعة عليها الأسماء وعناوين البريد الإلكتروني وأرقام الهواتف على الجذع وملامح الشعر والوجه مصممة لتشبه كل شخص. كما يُعتقد أن هناك أكثر من 100 شخصية مصغرة من هذه الشخصيات.

## الجمع
يجمع كلٌّ من مُحبي الليغو من الأطفال والبالغين مجسمات الليغو الصغيرة دون الحاجة إلى تجميع المجموعات. حيث أنتجت مجموعة ليغو 2.3 مليار مجسم صغير بين عامي 1978 و1998 ويشتريها ويبيعها الكثيرون على موقع إيباي ومواقع أخرى مثل بريك لينك.

## التصوير في وسائل الإعلام الأخرى

### أفلام الطوب
تُصنّع مجموعة متنوعة من أفلام الرسوم المتحركة والمسلسلات التلفزيونية باستخدام شخصيات الليغو الصغيرة.

#### وسائل الإعلام الرسمية لشركة ليغو
أنتجت مجموعة ليغو العديد من الأفلام القصيرة والروائية وألعاب الفيديو التي تتضمن شخصيات ليغو المصغرة ومكعباتها. ومعظم هذه الأفلام مستوحى من سلاسل أفلام أخرى موجودة بالفعل مثل حرب النجوم أو دي سي كوميكس. حيث صُممت هذه الأفلام بوجه أساسي باستخدام الرسوم المتحركة المُولّدة حاسوبيًا وحُاكي تصميمها مظهر أفلام المكعبات بتقنية إيقاف الحركة بل إنها مستوحاة من بعض أفلام المكعبات الشهيرة. كما تتضمن العديد من ألعاب الفيديو شخصيات ليغو المصغرة ومكعباتها.
تتميز الشخصيات الصغيرة المعروضة فيها بقدرة إضافية على الحركة والتنقل بالإضافة إلى تعديلات في الملمس لخلق تأثير واقعي. غالبًا ما تعرض هذه الوسائط عددًا كبيرًا من الشخصيات الصغيرة التي تعيش في عالم ليغو واسع وتعتمد بصفة كبيرة على الفكاهة الفوقية في هذا الصدد.

### تصويرات شهيرة أخرى
- في يناير 2012 أرسل مجسم صغير من الليجو يحمل العلم الكندي إلى طبقة الجو العليا[25] وحظي باهتمام عالمي.[26]
- استخدمت روبوت الدجاج من سلسلة أدلت سويمومجسمات ليغو الصغيرة في العديد من مشاهد ليغو في العرض.
- ظهرت شخصيات ليغو الصغيرة في فيلم توي ستوري 3 من إنتاج شركة بيكسار وفي الفيلم القصير عطلة في هاواي من إنتاج شركة قصة لعبة رسوم متحركة.[27]
- حلقة عام 2014 من مسلسل عائلة سمبسون "بريك لايك مي" تضم إصدارات ليغو المصغرة للشخصيات في نسخة ليغو من سبرينغفيلد.

## شخصيات ليغو الصغيرة(الموضوع)
مجموعة شخصيات ليغو المصغرة القابلة للتحصيل (التي سُميت لاحقًا بشخصيات ليغو المصغرة) والتي طُرحت في 5 مارس 2010 هي مجموعة من شخصيات ليغو المصغرة المُغلفة صفة فردية. وتتكون كل سلسلة من حوالي 16 شخصية مصغرة جديدة وحصرية مع تشكيلة عشوائية من 60 كيسًا بلاستيكيًا في كل علبة. كما تُصدر سلسلة جديدة كل ثلاثة إلى أربعة أشهر بعضها يحمل موضوعًا (مثل الوحوش أو التنكر) بينما تتضمن أخرى مجموعة متنوعة من الشخصيات المصغرة. وتنشر العديد من المدونات "أدلة تفاعلية" لمساعدة هواة الجمع على تحديد الشخصيات المصغرة الموجودة داخل العبوة المعتمة. ويمكن أن تكون الشخصيات المصغرة مستوحاة من نماذج أولية خيالية أو تاريخ أو وظائف أو رياضات أو أنماط حياة أو هوايات (مثل بانك روكر وداينو تراكر ورجل الكهف). جميع شخصيات ليغو المصغرة تأتي مع حامل ليغو. كما تأتي معظم شخصيات ليغو المصغرة مع ملحق (غالبًا ما يكون فريدًا) والعديد منها يحتوي على أجزاء جسم مطبوعة بوجه فريد.
وقد أصدرت حقائب مماثلة أيضًا لـ مارفل وذا سيمبسون ولووني تونز ودي سي وهاري بوتر ودنجينس آند دراغنز.

## روابط خارجية
- الموقع الرسمي لشركة ليغو
- مجسمات ليغو حرب النجوم المصغرة